# Берге (Нижня Саксонія)
Берге (нім. Berge) — громада в Німеччині, розташована в землі Нижня Саксонія. Входить до складу району Оснабрюк. Складова частина об'єднання громад Фюрстенау.
Площа — 66,78 км2. Населення становить 3587 ос. (станом на 31 грудня 2021).

## Галерея

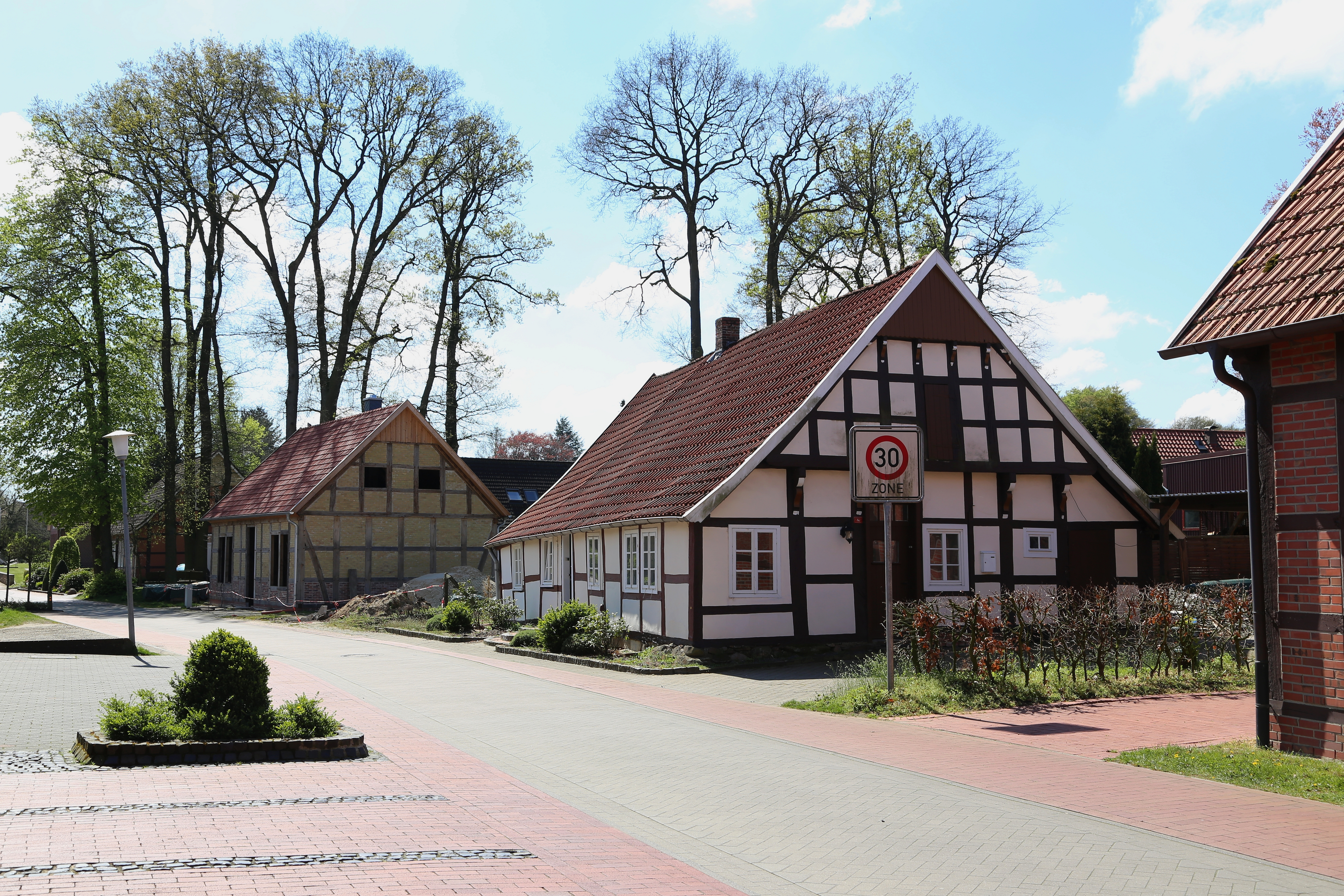
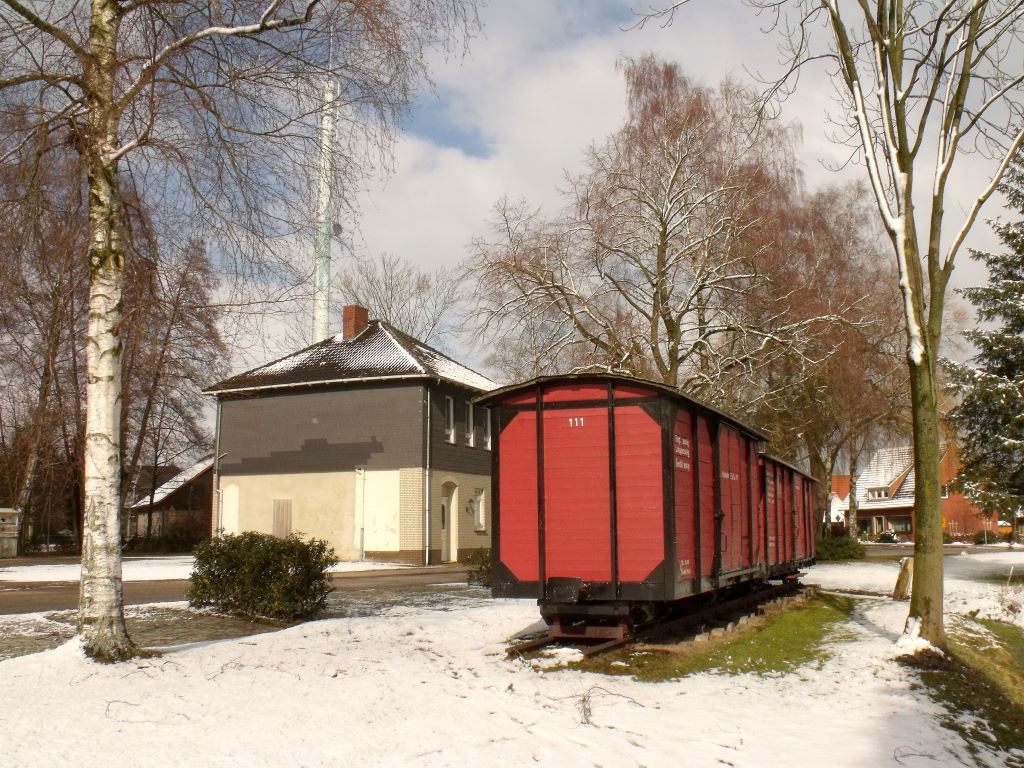